# Robert Woods Bliss
Robert Woods Bliss, född 5 augusti 1875 i Saint Louis, död 19 augusti 1962 i Washington, D.C., var en amerikansk diplomat, konstsamlare, filantrop och en av grundarna till Dumbarton Oaks Research Library and Collection i Washington, D.C..

## Uppväxt
Bliss föddes i Saint Louis den 5 augusti 1875. Han var son till den amerikanske advokaten William Henry Bliss (1844-1932) och Anna Louisa Woods Bliss (f. 1850). Hans far gifte om sig 1894 med Anna Dorinda Blaksley Barnes Bliss (1851-1935). En av hennes döttrar var Mildred Barnes med vilken Bliss gifte sig 1908. 

## Diplomatkarriär
Efter utbildningen fick Bliss tjänst i Puerto Rico (1901-1903). Därefter examinerades han vid utrikesdepartementet och kom i diplomattjänst 1903. Som diplomat hade han tjänst i Venedig (1903), S:t Petersburg (1904-1907), Bryssel (1907-1909) och Buenos Aires (1909-1912). Han blev ambassadsekreterare i Paris 1916, chargé d'affaires i Haag 1918, samt avdelningschef i utrikesdepartementet 1920. Bliss var minister i Sverige 1923-27 och därefter ambassadör i Argentina 1927-1933.

## Konstsamlandet och Dumbarton Oaks
Under tiden i Paris kom Robert Woods Bliss och Mildred Barnes Bliss i kontakt med parisiska konsthandlare och deras konstsamlande tog fart. Fokus låg på bysantinsk och förcolumbiansk konst. 
Efter kriget, 1920, köpte paret Bliss Dumbarton Oaks och lade grunden för museet och forskningsinstitutet. 
Paret Bliss hade inga barn. Robert Woods Bliss dog vid 86 års ålder, den 19 april 1962 i Washington, D.C.